# تئودور دس کودر
 تئودور دس کودر (انگلیسی: Theodor des Coudres؛ زاده ۱۸۶۲ درگذشته ۱۹۲۶) یک فیزیک‌دان اهل آلمان بود.